# 迪尼耶尔
迪尼耶尔（法語：Dunières，法語發音：[dynjɛʁ]）是法国上卢瓦尔省的一个市镇，属于伊桑若区。

## 地理
迪尼耶尔（45°12'56"N, 4°20'41"E）面积34.75 平方千米，位于法国奥弗涅-罗讷-阿尔卑斯大区上盧瓦爾省，该省份为法国中南部省份，北起多姆山省和卢瓦尔省，西接康塔爾省，南至洛泽尔省，东临阿尔代什省。
与迪尼耶尔接壤的市镇（或旧市镇、城区）包括：沃莱地区蒙福孔、蒙勒加尔、罗库勒、里奥托尔、圣于连莫莱萨巴特、圣帕勒德蒙、圣罗曼拉沙尔姆。

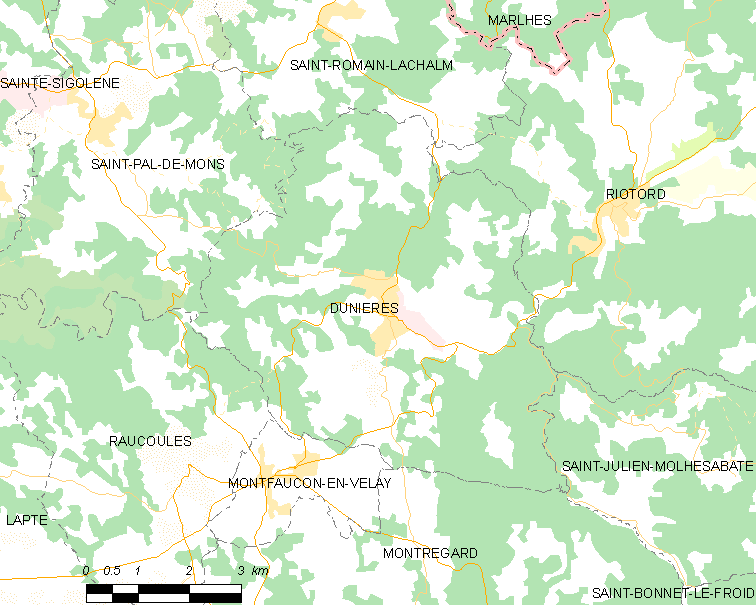
迪尼耶尔的OSM定位图

迪尼耶尔的时区为UTC+01:00、UTC+02:00（夏令时）。

## 行政
迪尼耶尔的邮政编码为43220，INSEE市镇编码为43087。

## 政治
迪尼耶尔所属的省级选区为布蒂耶尔县。

## 人口

1962-2008年间迪尼耶尔人口变化图示

迪尼耶尔于2022年1月1日时的人口数量为2623人。